# Enrico Stinchelli
Enrico Stinchelli (Roma, 17 maggio 1960) è un conduttore radiofonico e regista teatrale italiano.

## Biografia
Enrico Stinchelli, romano, è regista, autore e conduttore insieme a Michele Suozzo, di La Barcaccia, in onda dall'ottobre 1988 su Radiotre. Il programma, che è diventato la più longeva trasmissione della Rai, viene irradiato anche all'estero attraverso Raisat e Rai International.
Dal 1988 al 2023, ha prodotto più di 6.500 trasmissioni, portando gli indici di ascolto a oltre 1.500.000 ascoltatori in Italia e di oltre dieci milioni in tutto il mondo tramite la Rai International canale satellitare. Ha inoltre svolto una incessante attività nel campo dell'editoria musicale e della produzione artistica. Ha pubblicato diversi libri musicali, compresi "Mozart, la vita e le opere" (Newton Compton), "Verdi" (stesso ed.), "Le stelle della Lirica" (Gremese) tradotto in inglese e francese, "I grandi direttori d'orchestra" (Gremese), "Opera! Che follia" (Bongiovanni). Nel 2018 ha pubblicato il suo primo romanzo, “Rossini, codice di sangue” (Gremese). Ha intrapreso fin dall'età di diciotto anni lo studio del canto, a Vienna e poi in Italia, debuttando successivamente come tenore in concerto. Da allora ha svolto una mediocre attività come tenore in molte produzioni italiane e all'estero. 
Nel 1998 ha debuttato al Comunale di Bologna come regista, su iniziativa del baritono Leo Nucci. Ha molti successi al suo attivo, tra cui la "Tosca" a Roma, Toronto (Canada) e presso il Teatro Greco di Taormina, "Aida" e "Carmen" in molti teatri italiani, il Galà a Montecarlo "Pavarotti Canta Verdi", trasmesso su Raidue (2002), il concerto commemorativo per ricordare l'11 settembre 2001 (trasmesso da RaiUno), oltre a un notevole numero di concerti e opere, tra cui "Elisir d'amore", "Traviata", "Falstaff" e "Turandot".
Nel tempo ha aggiunto alla sua produzione titoli quali: Tosca, Barbiere di Siviglia, Fedora, Aida Carmen, Norma, la Traviata e Il Trovatore, Rigoletto, Falstaff e Gianni Schicchi. Ha inaugurato la stagione 2004-05 del Teatro Nazionale di Sofia con "Otello" di Verdi, uno spettacolo che è andato in tournée in Giappone (con Vladimir Galouzin) nel mese di ottobre 2005, ottenendo successo. Tra le ultime regie da ricordare: Traviata presso il Verdi di Salerno, inaugurazione della stagione, con Maria Agresta, Luciano Ganci e Renato Bruson; Attila di Verdi in due edizioni a Verdi di Trieste, diretto da Donato Renzetti; Traviata, Aida e Nabucco al Teatro Greco di Taormina in 2015. Nel 2016 ha eseguito un Mefistofele di Boito a Pisa e Lucca, con un coro di 250 artisti. Nel 2016 la Turandot di Puccini eseguita a Torre del lago ,con le scene di Ezio Frigerio e i costumi del Premio Oscar Franca Squarciapino, ha segnato il più importante incasso nella storia del Festival Puccini. Nel 2018 lo spettacolo ha debuttato al Festival di Savonlinna in Finlandia, una delle più antiche e importanti manifestazioni mondiali. Dal 2011 è regista stabile presso il Teatro Astra di Gozo (Malta) dove ha realizzato, firmando scene e luci, alcuni spettacoli tra cui Norma, Madama Butterfly, Nabucco, Bohème, Lucia di Lammermoor, Otello, Aida, Traviata (2018).
Un particolare successo ha ottenuto il Mefistofele di Boito andato in scena prima a Pisa nel 2016 poi in una nuova produzione al Teatro Freni Pavarotti di Modena e al Comunale di Piacenza nell'ottobre del 2022.
Enrico Stinchelli è presente in alcune importanti registrazioni, compresa la prima registrazione della "Zazà" di Leoncavallo per Bongiovanni e la versione DVD di Mozart "Der Schauspieldirektor" registrato presso il Teatro Quirino di Roma nel settembre 2006. Nel febbraio 2004 e nel marzo 2005 ha debuttato come direttore d'orchestra nelle principali sale da concerto in Germania, Herculessaal e Gasteig di Monaco di Baviera, alla Philharmonie di Berlino, alla Beethoven Halle di Bonn e ancora Amburgo, Dresda, Francoforte e Brema. Il tour è stato ripetuto più volte con discreto successo fino al 2013. È stato consulente musicale e assistente di Luigi Comencini per il film "Bohème" da Erato Films, con José Carreras e Barbara Hendryks.
È stato premiato dalla Presidenza del Consiglio per il libro "Le stelle della lirica" e ha vinto il Premio Hondas a Barcellona, il Premio Flaiano a Pescara, "Satira politica", il Premio a Forte dei Marmi (2005), menzione speciale al Prix Italia 2009 e molti altri premi per il "La Barcaccia" (Rai Radiotre) programma.
È stato Direttore artistico del Teatro Verdi di Pisa dal 1 gennaio 2021 al 25 febbraio 2022.

## Scritti
- Mozart, vita e opere, Newton & Compton
- Verdi (Newton & Compton)
- Le stelle della lirica, Gremese, 1986
- I grandi direttori d'orchestra, Gremese
- Opera! Che follia, Bongiovanni